# Mrs Biggs
Mrs Biggs é uma minissérie britânica de 2012 dirigida por Paul Whittington com roteiro de Jeff Pope para o canal ITV.
A série narra a vida de Charmaine Brent, ex-esposa de Ronald Biggs, famoso por ter realizado o grande assalto ao trem pagador em 1963, fugindo mais tarde para o Brasil, onde viveu por cerca de 30 anos. No papel titular está Sheridan Smith, seu desempenho como Charmian Biggs recebeu aclamação da crítica em geral e Smith foi premiada com um Prêmio BAFTA de melhor atriz em televisão e uma nomeação ao Emmy Internacional.

## Enredo
Passando por dificuldades financeiras, Ronald Biggs e seu amigo, Bruce Reynolds, assaltam um trem. Condenado, ele foge da prisão refugiando-se na Austrália. Mais tarde, utilizando passaportes falsos, Charmaine Brent e os filhos se mudam para o país, onde passam a ajudar Ronald a se esconder da polícia. Após quatro anos, ainda fugindo da polícia, ele escapa para o Brasil, deixando a esposa e os filhos. Após sua separação de Ronald, Charmaine continua vivendo na Austrália, ela enfrenta a morte de seu filho mais velho, Nicky, em um acidente de carro, bem como seu retorno aos estudos e sua tentativa de construir uma carreira.

## Elenco
- Sheridan Smith ... Charmian Biggs
- Daniel Mays ... Ronnie Biggs
- Jay Simpson ... Bruce Reynolds
- Claire Rushbrook ... Ruby Wright
- Jack Lowden ... Alan Wright
- Tom Brooke ... Mike Haynes
- Leo Gregory ... Eric Flower
- Freya Stafford ... Julie Flower
- Denise Roberts ... Annie
- Adrian Scarborough ... Bernard Powell
- Caroline Goodall ... Muriel Powell
- Florence Bell ... Gillian Powell
- Phil Cornwell ... Detetive Jack Slipper
- Robin Hooper ... Mr Kerslake
- Luke Newberry ... Gordon
- Iain McKee ... Charlie Wilson
- Matthew Cullum ... Buster Edwards
- Jon Foster ... Goody
- Ron Cook ... Peter